# Kjersti Ertresvaag Andersen
Kjersti Ertresvaag Andersen, född 1 maj 1969, är en norsk diplomat.
Ertresvaag Andersen har avlagt en cand. polit.-examen och arbetat i utrikestjänsten sedan 1998.
Hon var underdirektör i Utenriksdepartementet 2006–2009 samt avdelningsdirektör där 2009–2014; expeditionschef 2014–2018. Sedan 2018 tjänstgör hon som Norges ambassadör i Österrike.